# Ancus Martius
Ancus Martius (néha Marcius alakban), (a hagyomány szerint élt Kr. e. 677 – Kr. e. 616, uralkodott Kr. e. 642 – Kr. e. 616) az ókori Róma negyedik uralkodója, egyben utolsó latin királya volt. Léte és tettei történelmileg nem igazolhatóak, elődeihez hasonlóan inkább mitikus szerepe van.
A harcias Tullus Hostilius halála után a nép Numa Pompilius unokáját, a békés természetű Ancus Martiust ültette Róma trónjára. Ancus Martius a diplomáciát használta fegyveréül, sok kisebb települést győzött meg, hogy csatlakozzanak Rómához. A csatlakozókból jött létre a plebeiusok társadalmi csoportja a hivatalos római történelemfelfogás szerint. A legenda szerint ő alapította Ostiát kikötővárosnak. A latinokat legyőzte több csatában, több városukat is legyőzte, és lakóikat az Aventinusra telepítette.
Dumézil elmélete szerint Ancus Martius tölti be a termelő indoeurópai mitológiai funkcióját. A módosított Köves-Zulauf/Németh elmélet szerint a római királyok uralkodási idejét grafikonra vetve tökéletes szinuszgörbét kapunk. Az elmélet alapján Ancus Martius a görbe tükröződési középpontja.